# Maria Federica d'Assia-Kassel
Maria Federica d'Assia-Kassel (Hanau, 14 settembre 1768 – Hanau, 17 aprile 1839) fu una figlia del langravio e più tardi principe elettore Guglielmo I d'Assia e di sua moglie, Guglielmina Carolina di Danimarca.

## Biografia
Maria Federica sposò il 29 novembre 1794 il principe (dal 1807 duca) Alessio Federico Cristiano di Anhalt-Bernburg (1767-1834). L'unione ad ogni modo risultò estremamente infelice e la coppia divorziò nel 1817.
Dopo la sua morte venne sepolta, il 22 aprile 1839 nella cripta della Marienkirche d'Hanau.

## Figli
- Caterina Guglielmina (Kassel, 1º gennaio 1796 - Kassel, 24 febbraio 1796)
- Guglielmina Luisa (Ballenstedt, 30 ottobre 1799 - Castello di Eller, 9 dicembre 1882), che sposò il principe Federico Guglielmo Ludovico di Prussia
- Federico Amedeo (Ballenstedt, 19 aprile 1801 - Ballenstedt, 24 maggio 1801)
- Alessandro Carlo, duca di Anhalt-Bernburg (Ballenstedt, 2 marzo 1805 - Hoym, 19 agosto 1863).

## Ascendenza
|                                   |                           |                                         | Genitori                                 |  |  | Nonni |  |  | Bisnonni                      |  |  | Trisnonni              |  |
|                                   |                           |                                         |                                          |  |  |       |  |  | Guglielmo VIII d'Assia-Kassel |  |  | Carlo I d'Assia-Kassel |  |
|                                   |                           |                                         |                                          |  |  |       |  |  | Guglielmo VIII d'Assia-Kassel |  |  | Carlo I d'Assia-Kassel |  |
|                                   |                           | Amalia di Curlandia                     |                                          |  |  |       |  |  | Guglielmo VIII d'Assia-Kassel |  |  |                        |  |
| Federico II d'Assia-Kassel        |                           |                                         |                                          |  |  |       |  |  | Guglielmo VIII d'Assia-Kassel |  |  |                        |  |
|                                   |                           | Dorotea Guglielmina di Sassonia-Zeitz   | Maurizio Guglielmo di Sassonia-Zeitz     |  |  |       |  |  |                               |  |  |                        |  |
|                                   |                           | Dorotea Guglielmina di Sassonia-Zeitz   | Maurizio Guglielmo di Sassonia-Zeitz     |  |  |       |  |  |                               |  |  |                        |  |
|                                   |                           | Dorotea Guglielmina di Sassonia-Zeitz   | Maria Amalia di Brandeburgo              |  |  |       |  |  |                               |  |  |                        |  |
| Guglielmo I d'Assia-Kassel        |                           | Dorotea Guglielmina di Sassonia-Zeitz   |                                          |  |  |       |  |  |                               |  |  |                        |  |
|                                   |                           | Giorgio II di Gran Bretagna             | Giorgio I di Gran Bretagna               |  |  |       |  |  |                               |  |  |                        |  |
|                                   |                           | Giorgio II di Gran Bretagna             | Giorgio I di Gran Bretagna               |  |  |       |  |  |                               |  |  |                        |  |
|                                   |                           | Giorgio II di Gran Bretagna             | Sofia Dorotea di Celle                   |  |  |       |  |  |                               |  |  |                        |  |
| Maria di Hannover                 |                           | Giorgio II di Gran Bretagna             |                                          |  |  |       |  |  |                               |  |  |                        |  |
|                                   |                           | Carolina di Brandeburgo-Ansbach         | Giovanni Federico di Brandeburgo-Ansbach |  |  |       |  |  |                               |  |  |                        |  |
|                                   |                           | Carolina di Brandeburgo-Ansbach         | Giovanni Federico di Brandeburgo-Ansbach |  |  |       |  |  |                               |  |  |                        |  |
|                                   |                           | Carolina di Brandeburgo-Ansbach         | Eleonora Erdmuthe di Sassonia-Eisenach   |  |  |       |  |  |                               |  |  |                        |  |
| Maria Federica d'Assia-Kassel     |                           | Carolina di Brandeburgo-Ansbach         |                                          |  |  |       |  |  |                               |  |  |                        |  |
|                                   | Cristiano VI di Danimarca | Federico IV di Danimarca                |                                          |  |  |       |  |  |                               |  |  |                        |  |
|                                   | Cristiano VI di Danimarca | Federico IV di Danimarca                |                                          |  |  |       |  |  |                               |  |  |                        |  |
|                                   | Cristiano VI di Danimarca | Luisa di Meclemburgo-Güstrow            |                                          |  |  |       |  |  |                               |  |  |                        |  |
| Federico V di Danimarca           | Cristiano VI di Danimarca |                                         |                                          |  |  |       |  |  |                               |  |  |                        |  |
|                                   |                           | Sofia Maddalena di Brandeburgo-Kulmbach | Cristiano Enrico di Brandeburgo-Kulmbach |  |  |       |  |  |                               |  |  |                        |  |
|                                   |                           | Sofia Maddalena di Brandeburgo-Kulmbach | Cristiano Enrico di Brandeburgo-Kulmbach |  |  |       |  |  |                               |  |  |                        |  |
|                                   |                           | Sofia Maddalena di Brandeburgo-Kulmbach | Sofia Cristiana di Wolfstein             |  |  |       |  |  |                               |  |  |                        |  |
| Guglielmina Carolina di Danimarca |                           | Sofia Maddalena di Brandeburgo-Kulmbach |                                          |  |  |       |  |  |                               |  |  |                        |  |
|                                   |                           | Giorgio II di Gran Bretagna             | Giorgio I di Gran Bretagna               |  |  |       |  |  |                               |  |  |                        |  |
|                                   |                           | Giorgio II di Gran Bretagna             | Giorgio I di Gran Bretagna               |  |  |       |  |  |                               |  |  |                        |  |
|                                   |                           | Giorgio II di Gran Bretagna             | Sofia Dorotea di Celle                   |  |  |       |  |  |                               |  |  |                        |  |
| Luisa di Hannover                 |                           | Giorgio II di Gran Bretagna             |                                          |  |  |       |  |  |                               |  |  |                        |  |
|                                   |                           | Carolina di Brandeburgo-Ansbach         | Giovanni Federico di Brandeburgo-Ansbach |  |  |       |  |  |                               |  |  |                        |  |
|                                   |                           | Carolina di Brandeburgo-Ansbach         | Giovanni Federico di Brandeburgo-Ansbach |  |  |       |  |  |                               |  |  |                        |  |
|                                   |                           | Carolina di Brandeburgo-Ansbach         | Eleonora Erdmuthe di Sassonia-Eisenach   |  |  |       |  |  |                               |  |  |                        |  |
|                                   |                           | Carolina di Brandeburgo-Ansbach         |                                          |  |  |       |  |  |                               |  |  |                        |  |